# Namamantis cruciata
Namamantis cruciata es una especie de mantis de la familia Mantidae.

## Distribución geográfica
Se encuentra en Provincia del Cabo (Sudáfrica).